# Il cielo in una stanza (песня)
«Il cielo in una stanza» (с итал. — «Небо в комнате») — песня, написанная Джино Паоли и первоначально записанная итальянской певицей Миной для одноименного альбома. Песня была выпущена в качестве сингла в июне 1960 года Italdisc. Она имела коммерческий успех в Италии, возглавляя чарты одиннадцать недель подряд и позже возвращаясь на первую строчку еще на три недели. Это также один из самых продаваемых синглов Мины в Италии, продажи которого оцениваются в 500 000 копий.
Впоследствии песня была перезаписана несколькими исполнителями, включая самого Паоли, Франко Симоне, Орнеллу Ванони, Джорджию, Карлу Бруни и Майка Паттона. В 2024 году версия песни Паоли получила платиновый сертификат от Итальянской федерации звукозаписывающей индустрии.

## Предыстория
Песня была полностью написана Джино Паоли, который тогда был малоизвестным певцом и автором песен. Поскольку Паоли не был зарегистрирован в Итальянском обществе авторов и издателей, «Il cielo in una stanza» изначально приписывали Тоангу и Моголу. Паоли объяснил, что песня была вдохновлена отношениями на одну ночь с проституткой: «Я хотел описать момент, когда ты находишься в постели с женщиной, у тебя только что был секс, и в воздухе ты чувствуешь какую-то магию, ты не знаешь, откуда она берется и которая сразу же исчезает. В этот момент ты понимаешь, что ты никто, но в твоей душе целый мир. Очевидно, я не смог передать в тексте центральный момент истории — половой акт. И я начал ходить кругами, рассказывая о слухах на улице, стенах … спиральном пути, на котором побеждает невысказанное».
Первоначально песня была предложена другим итальянским певцам, включая Джулу Де Пальму и Миранду Мартино, но они отказались от возможности записать её. Поэтому Могол решил попросить Мину исполнить «Il cielo in una stanza», и, несмотря на свой первоначальный скептицизм, она согласилась, услышав живое исполнение самого Паоли. Оригинальная версия песни была аранжирована Тони Де Витой.

## Перезаписи и кавер-версии

### Другие версии, записанные Миной
Мина записала несколько версий песни. В 1969 году она включила новую запись «Il cielo in una stanza» в альбом I discorsi, выпущенный под её собственным лейблом PDU, в то время как альбом 1988 года Oggi ti amo di più содержит новую версию, исполненную с пианистом Ренато Селлани. Англоязычная версия сингла под названием «This World We Love In» была выпущена самой Миной в качестве сингла и достигла 90-го места в американском Billboard Hot 100. Мина также записала её на испанском под названием «El cielo en casa» и немецком под названием «Wenn du an wunder glaubst».

### Прочие кавер-версии

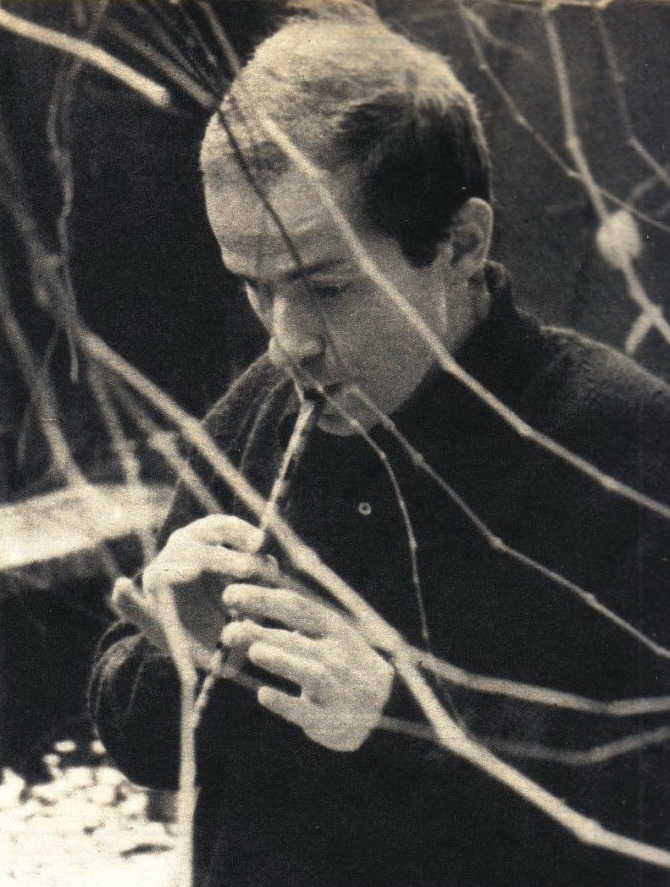
Джино Паоли, автор песни, в 1960 году

Кавер на песню сделали несколько итальянских и зарубежных исполнителей. Джино Паоли записал новую версию своей собственной песни в тот же год, когда был выпущен её первый релиз. Песня также была выпущена Паоли в качестве сингла, включая трек «Però ti voglio bene» в качестве би-сайда. Позже Паоли перезаписал песню с Эннио Морриконе. В 1971 году Паоли включил новую версию песни, аранжированную Джампьеро Бонески и спродюсированную Альберто Мартинелли, в свой альбом Rileggendo vecchie lettere d’amore, выпущенный Durium Records. Наконец, Паоли исполнил песню в новой аранжировке Пеппе Вессиккио.
Англоязычная версия песни также была записана Конни Фрэнсис для её альбома 1963 года Connie Francis Sings Modern Italian Hits. В 1976 году итальянский певец Франко Симоне включил свою версию песни в альбом Il poeta con la chitarra. Трек был выпущен как сингл в 1977 году с би-сайдом «Sarà». Орнелла Ванони включила кавер-версию песни в свой альбом 1980 года Oggi le canto così, vol. 2: Paoli e Tenco.
В 1999 году певица Джорджия записала песню для саундтрека к одноименному фильму, режиссерами которого были Карло Вандзина и Энрико Вандзина. Запись также была включена в альбом Girasole, выпущенный в том же году. Три года спустя Франко Баттиато записал кавер на песню для своего альбома Fleurs 3. В 2003 году итало-французская певица и бывшая модель Карла Бруни записала французскую версию песни под названием «Le ciel dans une chambre», адаптированную самой Бруни для её дебютного альбома Quelqu’un m’a dit. Позже Бруни перезаписала песню дуэтом с Джино Паоли, которая вошла в его сборник Senza fine, выпущенный в 2009 году в честь его 50-летия карьеры.
В 2009 году Ноэми включила «Il cielo in una stanza» в свой одноименный дебютный мини-альбом, а певец Морган включил как итало-язычную, так и англоязычную версию песни в свой альбом Italian Songbook Vol. 1. Американский певец и автор песен Майк Паттон также записал италоязычную версию песни для своего альбома 2010 года Mondo cane.
В 2011 году итальянская певица Джузи Феррери исполнила песню вживую во время 61-го музыкального фестиваля в Сан-Ремо, в третий вечер шоу, в котором каждого участника попросили спеть популярную итальянскую песню с целью отпраздновать 150-летие объединения Италии. Её версия песни также была включена как в сборник Nata per unire, в котором собраны студийные записи песен, исполненных ночью, так и в качестве бонус-трека в её альбоме Il mio universo.
В 2018 году она была аранжирована для спектакля «Небо в комнате» художника Рагнара Кьяртанссона.

## Отзывы критиков
В 2010 году лингвист Джузеппе Антонелли посчитал текст песни очень современным, похвалив Паоли за его «художественную чувствительность» и за решение использовать язык, который очень близок к разговорному итальянскому. Джино Кастальдо из итальянской газеты La Repubblica также приветствовал выступление Мины, заявив в 1988 году, что песня ознаменовала изменение её вокального стиля, обнаружив, что она может «озвучить важную песню, сделав её более высокой, недоступной» и отойдя от стиля крикуньи, который характеризовал её предыдущие годы. Несмотря на это, Паоли раскритиковал версию песни Мины в 2010 году, считая Карлу Бруни лучшей исполнительницей песни и утверждая, что «Мина поёт её так же, как она спела бы „телефонную книгу“. Я не знаю, понимает ли она, что поёт. Она исполняет её так, как если бы она была совершенным техническим инструментом, таким как флейта или гитара».

## Использование в медиа
Песня в её оригинальной версии в исполнении Мины впервые появляется в фильме 1960 года «Свидание на Искье» режиссёра Марио Маттоли. Затем она появляется в фильме 1961 года «Девушка с чемоданом» режиссера Валерио Дзурлини, во время сцены, в которой Ромоло в исполнении Риккардо Гарроне пытается поцеловать Аиду (Клаудию Кардинале). В 1990 году итальянская версия появилась в саундтреке к фильму Мартина Скорсезе «Славные парни», хотя во многих источниках указано английское название. Другая версия песни в исполнении Джорджии была выбрана в качестве саундтрека к фильму, снятому в 1999 году Карло Вандзиной и Энрико Вандзиной, который назван в честь песни.
Трек «Ragazzo fortunato» итальянского певца и рэпера Джованотти, включенный в его альбом 1992 года Lorenzo 1992, ссылается на песню в строке «Se io fossi capace scriverei 'Il cielo in una stanza'» (с итал. — «Если бы у меня был талант, я бы написал „Il cielo in una stanza“»).

## Чарты
| Чарты (1960)             | Высшая позиция |
| ------------------------ | -------------- |
| Италия (Musica e dischi) | 1              |
| США (Billboard Hot 100)  | 90             |

## Сертификации и продажи
| Регион | Сертификация | Продажи   |
| ------ | ------------ | --------- |
| Италия | —            | 500 000   |
| Мир    | —            | 2 000 000 |

| Регион                                                                      | Сертификация | Продажи |
| --------------------------------------------------------------------------- | ------------ | ------- |
| Италия (FIMI) · продажи с 2009 года                                         | Платиновый   | 100 000 |
| Данные о продажах + прослушиваниях приведены только на основе сертификации. |              |         |